# Скорупкі (Мазовецьке воєводство)
Скорупкі (пол. Skorupki) — село в Польщі, у гміні Репки Соколовського повіту Мазовецького воєводства.
Населення — 83 особи (2011).
У 1975-1998 роках село належало до Седлецького воєводства.

## Демографія
Демографічна структура станом на 31 березня 2011 року:
|          | Загалом | Допрацездатний вік | Працездатний вік | Постпрацездатний вік |
| -------- | ------- | ------------------ | ---------------- | -------------------- |
| Чоловіки | 45      | 13                 | 29               | 3                    |
| Жінки    | 38      | 7                  | 26               | 5                    |
| Разом    | 83      | 20                 | 55               | 8                    |